# 天市左垣十
天市左垣十(巨蛇座ξ)也称南海，又名BD-15 4621，HD 159876、SAO 160700、HR 6561，是巨蛇座的三合星系统，视星等为3.54，其B1900.0坐标为赤經17h 37m 35.19983s，赤緯-15° 23′ 54.7940″。